# Georgische Fußballnationalmannschaft (U-17-Junioren)
Die georgische U-17-Fußballnationalmannschaft (georgisch საქართველოს 17 წლამდე ფეხბურთელთა ნაკრები) ist eine Auswahlmannschaft georgischer Fußballspieler. Sie unterliegt dem Georgischen Fußballverband und repräsentiert ihn international auf U-17-Ebene, etwa in Freundschaftsspielen gegen die Auswahlmannschaften anderer nationaler Verbände, bei U-17-Europameisterschaften und U-17-Weltmeisterschaften.
Die Mannschaft qualifizierte sich bislang dreimal für eine Europameisterschaft. Nachdem sie 1997 in der Vorrunde ausgeschieden war, verlor sie 2002 erst im Viertelfinale gegen die Schweiz. 2012 erreichte sie das Halbfinale, das sie gegen den späteren Europameister, die Niederlande, verlor.
Für eine Weltmeisterschaft konnte sich die Mannschaft bisher nicht qualifizieren.
Bis 1992 spielten georgische Fußballspieler in der sowjetischen U-17-Nationalmannschaft.

## Teilnahme an U-17-Weltmeisterschaften
| 1993 | nicht qualifiziert |
| 1995 | nicht qualifiziert |
| 1997 | nicht qualifiziert |
| 1999 | nicht qualifiziert |
| 2001 | nicht qualifiziert |
| 2003 | nicht qualifiziert |
| 2005 | nicht qualifiziert |
| 2007 | nicht qualifiziert |
| 2009 | nicht qualifiziert |
| 2011 | nicht qualifiziert |
| 2013 | nicht qualifiziert |
| 2015 | nicht qualifiziert |
| 2017 | nicht qualifiziert |
| 2019 | nicht qualifiziert |
| 2023 | nicht qualifiziert |

## Teilnahme an U-17-Europameisterschaften
(Bis 2001 U-16-Europameisterschaft)
| 1993 | nicht teilgenommen |
| 1994 | nicht teilgenommen |
| 1995 | nicht qualifiziert |
| 1996 | nicht qualifiziert |
| 1997 | Vorrunde           |
| 1998 | nicht qualifiziert |
| 1999 | nicht qualifiziert |
| 2000 | nicht qualifiziert |
| 2001 | nicht qualifiziert |
| 2002 | Viertelfinale      |
| 2003 | nicht qualifiziert |
| 2004 | nicht qualifiziert |
| 2005 | nicht qualifiziert |
| 2006 | nicht qualifiziert |
| 2007 | nicht qualifiziert |
| 2008 | nicht qualifiziert |
| 2009 | nicht qualifiziert |
| 2010 | nicht qualifiziert |
| 2011 | nicht qualifiziert |
| 2012 | Halbfinale         |
| 2013 | nicht qualifiziert |
| 2014 | nicht qualifiziert |
| 2015 | nicht qualifiziert |
| 2016 | nicht qualifiziert |
| 2017 | nicht qualifiziert |
| 2018 | nicht qualifiziert |
| 2019 | nicht qualifiziert |
| 2022 | nicht qualifiziert |
| 2023 | nicht qualifiziert |
| 2024 | nicht qualifiziert |